# 延命院 (三豊市)
延命院（えんめいいん）は、香川県三豊市豊中町にある寺院。寺号は勝楽寺、宗派は真言宗単立、本尊は釈迦如来で、新四国曼荼羅霊場第20番札所。
御詠歌：人の世の　罪とがうせて　勝楽寺　高野の丘は　住みて極楽

## 概要・歴史

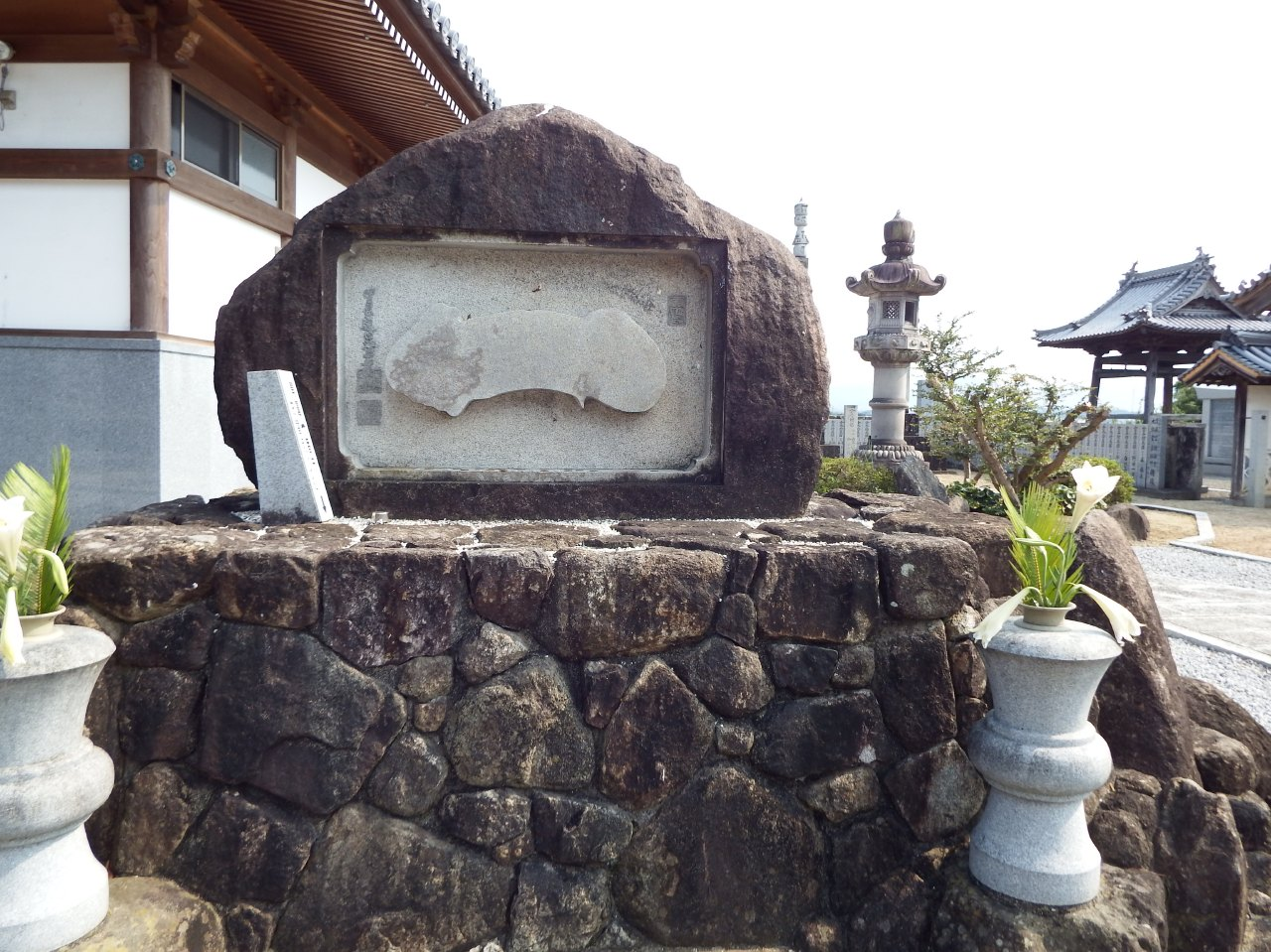
一の字

財田川中流域に広がる田園風景の小高い丘陵上にあり、古代よりこの丘には地域の祖先の霊が鎮まり一帯を治めた富豪の墓「延命古墳」が残され、その地に寺史によると弘法大師の開基と伝えられる古刹が建てられた。
天正6年（1578年）長曾我部の兵火により灰塵に帰すも(この土地の領主三野氏は香川氏と共に長曾我部に無血降伏しているため単なる伝承と考えられる)、その後、文禄年間（1593から1593年）には宥盛法印により再興される。そして、国守生駒・京極両家の庇護と檀信徒の尽力により再建を重ね寺門再び栄える。寛文年間（1661から1673年）に再建された本堂は老朽化により平成15年（2003年）に改築される。
光孝天皇の時代、菅原道真が讃岐国司在任の仁和3年（887年）当地に巡察の折、讃岐国の風雨順時五穀豊饒を祈って「一」の字を奉納した。一は物事のはじめ、また、全体を知るの意で古来よりこの一と縁を結べば諸願成就し開運富貴の身になるといわれている。また、信貴山より分霊の毘沙門天は霊験あり。

## 境内
- 山門
- 本堂：本尊は釈迦如来であり脇侍に普賢延命菩薩と胎蔵大日如来を配す。
- 護摩堂：五大明王像
- 鎮守堂
- 豊姫神社

## 文化財
三豊市指定史跡
- 延命古墳：境内の南面に位置、古墳のすそ周りは約50m高さは4.2m、1967年（昭和42年）1月1日指定

## 交通案内
鉄道
- 四国旅客鉄道（JR四国）予讃線 本山駅よりタクシーで約5分、観音寺駅よりタクシー約15分。

## 前後の札所
新四国曼荼羅霊場
19番 宝積院-- 20番 延命院 -- 21番 伊舎那院